# Rolf Saxon
Rolf Saxon (ur. w 1955 w Alexandrii w stanie Wirginia) – amerykański aktor teatralny, telewizyjny, filmowy i głosowy. Użyczył swojego głosu m.in. w serialu telewizyjnym Teletubisie jako narrator oraz w serii gier Broken Sword jako George Stobbart.

## Filmografia

### Seriale (wybór)
- 1982: Profesor Q.E.D. czyli quod erad demontrandum jako amerykański wspólnik
- 1989–1990: Capital City jako Hudson Talbot III
- 2002: Komandosi jako Art Spellman
- 2005: Orzeł jako Sam Johnson
- 2006: Mała Brytania jako prezydent Stanów Zjednoczonych

### Filmy (wybór)
- 1983: Klątwa Różowej Pantery jako drugi ślizgający się człowiek
- 1984: 1984 jako Patrolman
- 1985: Parszywa dwunastka 2 jako Robert E. Wright
- 1995: Nocna straż jako Fisk
- 1996: Mission: Impossible jako Analityk CIA William Donloe
- 1997: Jutro nie umiera nigdy jako Philip Jones
- 1998: Szeregowiec Ryan jako porucznik Briggs
- 1999: Osaczeni jako Kierownik
- 1999: Obywatel Welles jako Lokaj

### Gry komputerowe
- 1996: Broken Sword: The Shadow of the Templars jako George Stobbart
- 1997: Broken Sword II: The Smoking Mirror jako George Stobbart
- 2003: Broken Sword: The Sleeping Dragon jako George Stobbart
- 2006: Broken Sword: The Angel of Death jako George Stobbart
- 2007: Wiedźmin jako Leo
- 2009: Broken Sword: The Shadow of the Templars – Director’s Cut jako George Stobbart
- 2010: Broken Sword II: The Smoking Mirror – Remastered jako George Stobbart
- 2013: Broken Sword: The Serpent's Curse jako George Stobbart